# ۲٬۲-دی‌فنیل‌پروپیلامین
۲،۲-دی‌فنیل‌پروپیلامین (به انگلیسی: 2,2-Diphenylpropylamine) یک ترکیب شیمیایی با شناسه پاب‌کم ۵۳۳۹۵۸ است. 